# Armeria malinvaudii
Armeria malinvaudii är en triftväxtart som beskrevs av H.J.Coste och Soulié. Armeria malinvaudii ingår i släktet triftar, och familjen triftväxter. Inga underarter finns listade i Catalogue of Life.